# Detroit Rock City
Detroit Rock City ist eine US-amerikanische Filmkomödie aus dem Jahre 1999. Die Regie führte Adam Rifkin.

## Handlung
Cleveland, 1978: Die vier Freunde Hawk, Trip, Jam und Lex wollen zu einem Konzert ihrer Lieblingsband KISS nach Detroit. Jedoch entdeckt Jams erzkonservative Mutter, die die Musik und die zweideutigen Posen der Band als „Teufelswerk“ ansieht, ihre Eintrittskarten in Jams Jackentasche, verbrennt sie und steckt ihn in ein sehr strenges Internat.
Im Unterricht schmieden die anderen drei Jungs jedoch einen Plan, um doch noch an vier Konzertkarten zu gelangen. Trip gewinnt zwar die Eintrittskarten bei einem Gewinnspiel eines Radiosenders, legt jedoch im Freudentaumel den Hörer auf, bevor er seinen Namen hinterlassen kann, sodass die Karten an den nächsten Anrufer gehen. Ohne dieses Wissen befreien sie Jam aus dem Internat und machen sich auf den Weg nach Detroit. Auf dem Weg dorthin geraten sie in Schwierigkeiten mit Rock-feindlichen Discofans. In Detroit angekommen verfallen sie, nachdem sie beim Radiosender von Trips Verhalten erfahren haben, in Trauer. Dennoch beschließen die Freunde weiterhin, in das Konzert zu gelangen. Um die Erfolgsaussichten zu verbessern, trennen sie sich und jeder macht sich alleine auf den Weg, eine Karte zu ergattern oder auf anderem Wege in die Halle zu kommen.
Doch trotz der ganzen Versuche im Alleingang an eine Karte zu kommen, wobei ein jeder sein eigenes „kleines Abenteuer“ erlebt, und zahlreichen Widrigkeiten, treffen sich die erfolglosen Jungs kurz vor Konzertbeginn wieder und denken, sie könnten ins Konzert kommen, wenn sie sich gegenseitig verprügeln und einen Kartenraub vortäuschen. Doch der Kartenabreißer schenkt ihnen wenig Glauben. Allerdings entdeckt Trip die Kerle, die ihm kurz zuvor seinen Geldbeutel gestohlen haben, beschuldigt diese und sorgt somit dafür, dass die vier doch noch ins Konzert dürfen.

## Rezeption
Cinema schrieb über den Film, er sei eine „rasante Hommage an die legendäre US-Comic-Rockband Kiss mit viel Musik aus den 70er Jahren,“ die Geschichte um Hawk, Trip, Jam und Lex werde in dieser „abenteuerlichen Teenagerkomödie äußerst amüsant erzählt.“ Der Rezensent stellt in seiner kurzen Zusammenfassung fest, der Film sei ein „Tribut an eine große Rockband.“

## Trivia
- Der Film beinhaltet nicht nur den Auftritt der Band KISS als Reiseziel. Es sind noch weitere Anspielungen auf KISS vorhanden, auch aus dem Grund, dass der Film von Gene Simmons produziert wurde.
- Für das Konzert am Ende des Films wurde ein Auftritt der Band im Stile der 70er Jahre mit 8000 Fans erneut gespielt.
- Die meisten KISS-Produkte im Film stammen aus Gene Simmons’ persönlicher Kollektion.
- Zwei der Mädchen im Film heißen Beth und Christine, deren Namen jeweils auf Songtitel von KISS anspielen (Beth und Christine Sixteen).
- Der Titel des Films ist auch der Titel eines KISS-Songs.
- Kurz vor dem Konzert steht eine Abordnung der MATMOK (Mothers against the Music of KISS = Mütter gegen die Musik von KISS) vor einer Kirche und demonstrieren gegen das Konzert. Die erste Mutter auf der Rednertribüne ist die wirkliche Ehefrau von Paul Stanley, dem Rhythmusgitarristen und Sänger von KISS.
- Amanda Finch, die Frau, die Hawk im Stripclub zu einem Drink einlädt, wird dargestellt von Shannon Tweed. Ex-Playboy-Model und Frau des KISS-Bassisten Gene Simmons.
- Die amerikanische Frauenrockband The Donnas, welche stilistisch u. a. stark von KISS beeinflusst ist, haben zum Soundtrack des Films eine Coverversion des KISS-Klassikers Strutter beigesteuert.